# Zabriskie Point (film)
Zabriskie Point is een Amerikaanse film uit 1970 van de Italiaanse regisseur Michelangelo Antonioni. De titel verwijst naar Zabriskie Point in Death Valley.

## Verhaal
Deze film geldt als aanklacht van regisseur Antonioni tegen de Amerikaanse consumptiemaatschappij. Tijdens de studentenrevolte van '68 wordt in een demonstratie een politieagent gedood. Student Mark wordt van de aanslag verdacht. Hij vlucht daarom de woestijn in met een gestolen vliegtuig. Mark ontmoet er de secretaresse Daria. Zij is net op weg naar een conferentie in Phoenix.

## Rolverdeling
| Acteur         | Personage         |
| -------------- | ----------------- |
| Mark Frechette | Mark              |
| Daria Halprin  | Daria             |
| Rod Taylor     | Lee Allen         |
| Paul Fix       | Café-eigenaar     |
| G.D. Spradlin  | Compagnon van Lee |

## Status
De film was destijds een grote commerciële mislukking, maar wordt tegenwoordig beschouwd als een cultfilm. Dit onder meer dankzij de filmmuziek met nummers van Pink Floyd, The Youngbloods, Kaleidoscope, Jerry Garcia, Patti Page, Grateful Dead, The Rolling Stones, John Fahey en Roy Orbison.